# Франкс-Філд (Вісконсин)
Франкс-Філд (англ. Franks Field) — переписна місцевість (CDP) в США, в окрузі Ешленд штату Вісконсин. Населення — 160 осіб (2020).

## Географія
Франкс-Філд розташований за координатами 46°33′8″ пн. ш. 90°35′56″ зх. д. / 46.55222° пн. ш. 90.59889° зх. д. (46.552163, -90.598917).  За даними Бюро перепису населення США в 2010 році переписна місцевість мала площу 3,28 км², уся площа — суходіл.

## Демографія
Згідно з переписом 2010 року, у переписній місцевості мешкали 154 особи в 66 домогосподарствах у складі 40 родин. Густота населення становила 47 осіб/км².  Було 68 помешкань (21/км²).
Расовий склад населення:
| - 85,7 % — корінних американців - 11,0 % — білих - 0,6 % — чорних або афроамериканців |

До двох чи більше рас належало 2,6 %. Частка іспаномовних становила 4,5 % від усіх жителів.
За віковим діапазоном населення розподілялося таким чином: 22,1 % — особи молодші 18 років, 67,5 % — особи у віці 18—64 років, 10,4 % — особи у віці 65 років та старші. Медіана віку мешканця становила 42,6 року. На 100 осіб жіночої статі у переписній місцевості припадало 136,9 чоловіків;  на 100 жінок у віці від 18 років та старших — 144,9 чоловіків також старших 18 років.
Середній дохід на одне домашнє господарство  становив 37 272 долари США (медіана — 31 875), а середній дохід на одну сім'ю — 49 589 доларів (медіана — 47 083). Медіана доходів становила 38 000 доларів для чоловіків та 36 042 долари для жінок. За межею бідності перебувало 25,2 % осіб, у тому числі 27,6 % дітей у віці до 18 років та 18,2 % осіб у віці 65 років та старших.
Цивільне працевлаштоване населення становило 67 осіб. Основні галузі зайнятості: мистецтво, розваги та відпочинок — 32,8 %, освіта, охорона здоров'я та соціальна допомога — 20,9 %, транспорт — 19,4 %.